# Lleonci (usurpador)
Lleonci (Leontius, Λεόντιος), fou un oficial romà d'Orient d'origen sirià, amb rang de patrici, i amb gran prestigi dins l'exèrcit, que fou proclamat emperador vers el 483 per Il·los, revoltat contra Zenó.
Els rebels van derrotar l'exèrcit de Zenó a Antioquia i va aconseguir el suport dels isauris, amb el que es va apoderar de la fortalesa de Papurios on va trobar a l'emperadriu Verina, a la que van alliberar i la van obligar a coronar a Lleonci a Tars. Verina també va haver d'enviar una carta als oficials imperials a Antioquia, Egipte i Orient que els demanava que s'unissin a Lleonci I. Seguidament Verina fou tancada altre cop a Papurios on poc després va morir.
Zenó va enviar contra els rebels a un exèrcit reclutat entre macedonis i escites (probablement ostrogots) dirigit per Joan el Geperut (o Joan l'Escita) i per Teodoric l'Ostrogot que en aquest moment era cònsol. Aquest exèrcit, sota la direcció de Joan, va derrotar els rebels prop de Selèucia a Isàuria i va obligar els rebels a refugiar-se a la fortalesa de Papurios, on van quedar assetjats.
Trocondus, germà d'Il·los, va intentar escapar i reunir forces però fou capturat i executat. Il·los i Lleonci no van saber aquesta mort i encoratjats per Pamprepi, un suposat endevi que en les seves visions del futur assegurava que Trocondos tornaria i que guanyarien, van resistir més de tres anys però en el quart any es va saber la mort de Trocondos i Il·los va fer matar Pamprepi per falsari. Una mica després, per una traïció del cunyat de Trocondos, enviat des de Constantinoble per Zenó, la fortalesa fou ocupada i Il·los i Lleonci capturats i decapitats (488) i els seus caps enviats a l'emperador.